# Лідія Мей
Лідія Мей (ест. Lydia Mei, 2 липня 1896 — 14 вересня 1965) — естонська художниця, авторка акварелей і пейзажів.

## Життєпис
Народилася на естонському острові Хіюмаа і була середньою з трьох у сім'ї капітана корабля. Усі три сестри отримали визнання, Лідія і Наталія — у течії «Нова предметність», що торкнулася естонського мистецтва у 1920-х роках, а Крістіна стала скульптором.
У 1915 році Мей закінчила Таллінську жіночу гімназію вивчала архітектуру у жіночому політехнічному інституті в Петрограді до 1918 року. У 1920-21 роках працювала учителем малювання у педагогічному коледжі в Тарту. Стала відомою як авторка акварелей наприкінці 1920-х, її роботи були на виставках в Амстердамі, Ризі, Гельсінкі, Берліні та ін.
У 1920-28 була дружиною скульптора Антона Старкопфа, тому інколи згадується як Лідія Мей-Старкопф.
Померла 1965 року у Таллінні.